# 花聟くらべ
花聟くらべ（はなむこくらべ）は宝塚歌劇団の舞台作品。雪組公演。
1幕。
1974年2月28日から3月21日まで宝塚大劇場で公演された。
併演作品は『ロマン・ロマンチック』。

## 解説
※『宝塚歌劇100年史（舞台編）』の宝塚大劇場公演を参照。
狂言作品。その指導に茂山忠三郎を迎えた。春。花園に住む果報者に花子、月子、雪子、星子の4人の娘がいた。果報者は、長女花子に聟をとられようと太郎冠者に相談、聟を求める高礼を揚げさせた。しかし、太郎冠者は実は花子が好きだった・・・。

## スタッフ
- 構成・演出：渡辺武雄[1]
- 脚本・演出補：阿古健[1]
- 狂言指導：茂山忠三郎[1]
- 作曲・編曲：高橋廉[1]
- 音楽指揮：溝口堯[1]
- 振付：渡辺武雄[1]、睦千賀[1]
- 装置：黒田利邦[1]
- 衣装：小西松茂[1]、中川菊枝[1]
- 照明：今井直次[1]
- 小道具：万波一重[1]
- 効果：扇野信夫[1]
- 音響監督：松永浩志[1]
- 演出助手：村上信夫[1]
- 制作：大谷真一[1]

## 主な出演者
- 果報者：大路三千緒[1]
- 太郎冠者：汀夏子[1]
- 鋏チョキ之進：上條あきら[1]
- 紙乃パア之丞：世れんか[1]
- 石ころ之介：麻実れい[1]
- 花子：摩耶明美[1]
- 月子：瑞穂まり[1]
- 雪子：高ひづる[1]
- 星子：茜真弓[1]